# Bam Neely
Justin Bruce Rocheleau, meglio conosciuto con il ring name Bam Neely (Robbinsdale, 17 giugno 1975), è un ex wrestler statunitense, noto per i suoi trascorsi nella World Wrestling Entertainment tra il 2008 e il 2009.
Il suo pseudonimo era ispirato al nome del giocatore di hockey canadese Cam Neely.